# Volkswagen Delivery I

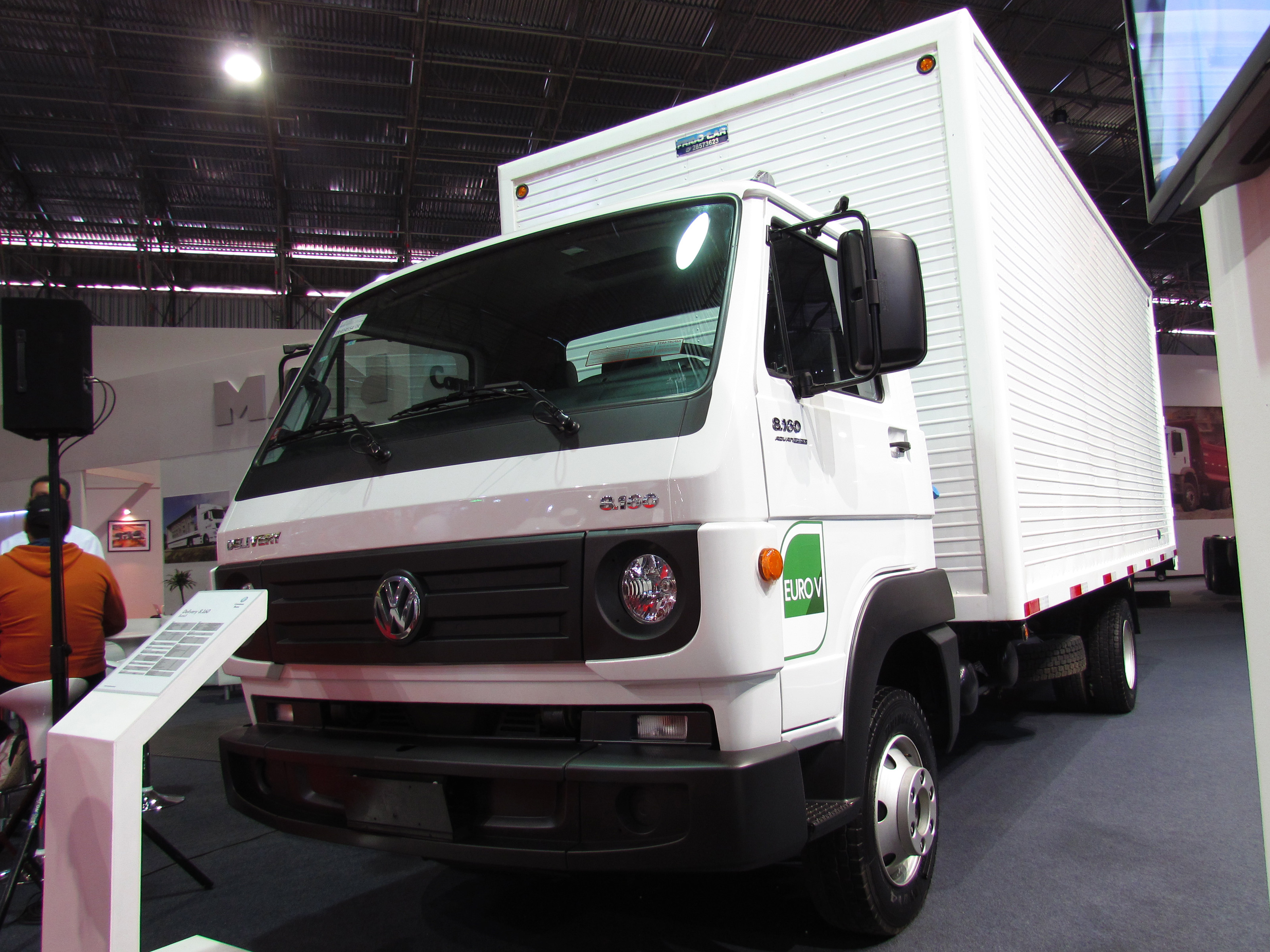
Volkswagen Delivery I

La Volkswagen Delivery I est une série de camions légers (5 à 13 tonnes) du constructeurs brésilien Volkswagen Caminhões e Ônibus. Il a été lancé en 2005 sous la marque MAN Latin America disparue en 2021. 
Le VW Delivery I est une variante moderne de l'ancien Volkswagen L80, fabriqué au Brésil entre 1995 et 2000. La cabine du Delivery est étroitement dérivée de la cabine de l'ancien LT. Le nom de cette série est destiné à souligner la destination du véhicule : la distribution dans les zones rurales et suburbaines.

## Histoire
Lorsque la série conjointe MAN-VW G.90 a pris fin en 1994, VW a décidé de vendre son propre camion léger pour le marché des 7,5 tonnes. Entre 1995 et 2000, le camion fabriqué au Brésil était proposé en Europe sous le nom de VW L80 et Delivery en Amérique du Sud. Alors que la commercialisation du L.80 a pris fin en Europe en 2000 en raison d'un niveau quasi nul des ventes, le Delivery en Amérique du Sud a poursuivi sa carrière jusqu'en 2019. Une version actualisée baptisée Delivery II a été lancée en 2017.
L'ancienne version est toujours en production, mais fait désormais davantage partie de la gamme Worker en version d'entrée de gamme. 

## Versions
| modèle | moteur       | boite de vitesses   |
| ------ | ------------ | ------------------- |
| 5.150  | Mwm 4.8l TCE | manuelle 5 rapports |
| 8.150  | Mwm 4.8l TCE | manuelle 5 rapport  |
| 9.160  | Cummins ISF  | manuelle 5 rapports |
| 10.160 | Cummins ISF  | manuelle 5 rapports |
| 13.160 | Cummins ISF  | manuelle 5 rapports |

Les moteurs diesel sont conformes aux normes Euro III.

## Delivery II (2017)[1]
Lors du Salon Fenatran d'octobre 2017, MAN Latin America a présenté les fruits du projet Phevos, six modèles de la série Delivery II, qui viennent élargir la famille Volkswagen du segment des véhicules semi-légers de 3,5 à 13 tonnes de poids total, secteur dans lequel la marque était absente. Ces camions sont commercialisés à partir du début d'année 2018. Les nouveaux modèles coexistent avec les versions Delivery I, équipés de l'ancienne cabine.
- Delivery Express

C'est le modèle du bas de la gamme Delivery II, 3,5 tonnes de PTAC, qui peut être conduit avec un simple permis B. Il est équipé du nouveau moteur Cummins 2.8 développant 150 cv DIN avec vanne EGR mais sans AdBlue.
- Delivery Express+

En 2022, Volkswagen remplace les moteurs Cummins du Delivery II Express par le moteur IVECO F1C Euro VI.

## Versions
| modèle                    | moteur                           | boite de vitesses             |
| ------------------------- | -------------------------------- | ----------------------------- |
| Express (4x2) [2017-2021] | Cummins 2,8l 150 cv - 360 Nm     | manuelle Eaton 6 rapports     |
| Express+ (4x2) [2022- ]   | IVECO F1C 3,0l 156 cv - 367 Nm   | manuelle Eaton 6 rapports     |
| 4.150 (4x2)               | Cummins ISF 2,8l 150 cv - 360 Nm | manuelle Eaton ESO 6 rapports |
| 6.160 (4x2)               | Cummins 2,8l 156 cv - 430 Nm     | manuelle Eaton ESO 6 rapports |
| 9.170 (4x2)               | Cummins 3,8l 167 cv - 600 Nm     | manuelle Eaton ESO 6 rapport  |
| 11.180 (4x2)              | Cummins ISF 3,8l 175 cv - 600 Nm | manuelle Eaton ESO 6 rapports |
| 13.180 (6x2)              | Cummins ISF 3,8l 175 cv - 600 Nm | manuelle Eaton ESO 6 rapports |

Les moteurs Cummins sont conformes aux normes Euro V, le moteur IVECO F1C est conforme à la norme Euro VI.
- e-Delivery

Lors du Salon IAA 2018, Volkswagen a exposé la version électrique du City Delivery. Deux modèles sont commercialisés : 
- Le modèle VW e-Delivery 11 (4x2) avec suspension pneumatique et 10,7 tonnes de PTAC, 300 kW et un couple de 2.150 Nm,
- Le modèle VW e-Delivery 14 (6x2) avec suspension pneumatique et 14,3 tonnes de PTAC, 300 kW et un couple de 2.150 Nm.